# Тиен Куън Ка
„Тиен Куън Ка“ (на виетнамски: Tiến Quân Ca), в превод: „Песента на настъпващите войски“ или „Поход към фронта“ е националният химн на Социалистическа република Виетнам.
Текстът и музиката са дело на композитора Ван Као (Văn Cao), който създава песента в края на 1944. Година по-късно „Песента на настъпващите войски“ става официален химн на фронта Виетмин.
На първата сесия на Първото народно събрание песента е приета за национален химн на Демократична република Виетнам през 1946 г. Тя е официалният химн на обединената виетнамска държава от 1976 г.
Въпреки че „Тиен Куън Ка“ се състои от 2 куплета, единствено първият е част от официалния химн.